# Skatologi
 Ikke at forveksle med eskatologi.
Skatologi eller koprologi er studiet af ekskrementer.